# Dipcadi erythraeum
Dipcadi erythraeum är en sparrisväxtart som beskrevs av Philip Barker Webb och Sabin Berthelot. Dipcadi erythraeum ingår i släktet Dipcadi och familjen sparrisväxter. Inga underarter finns listade i Catalogue of Life.

## Bildgalleri

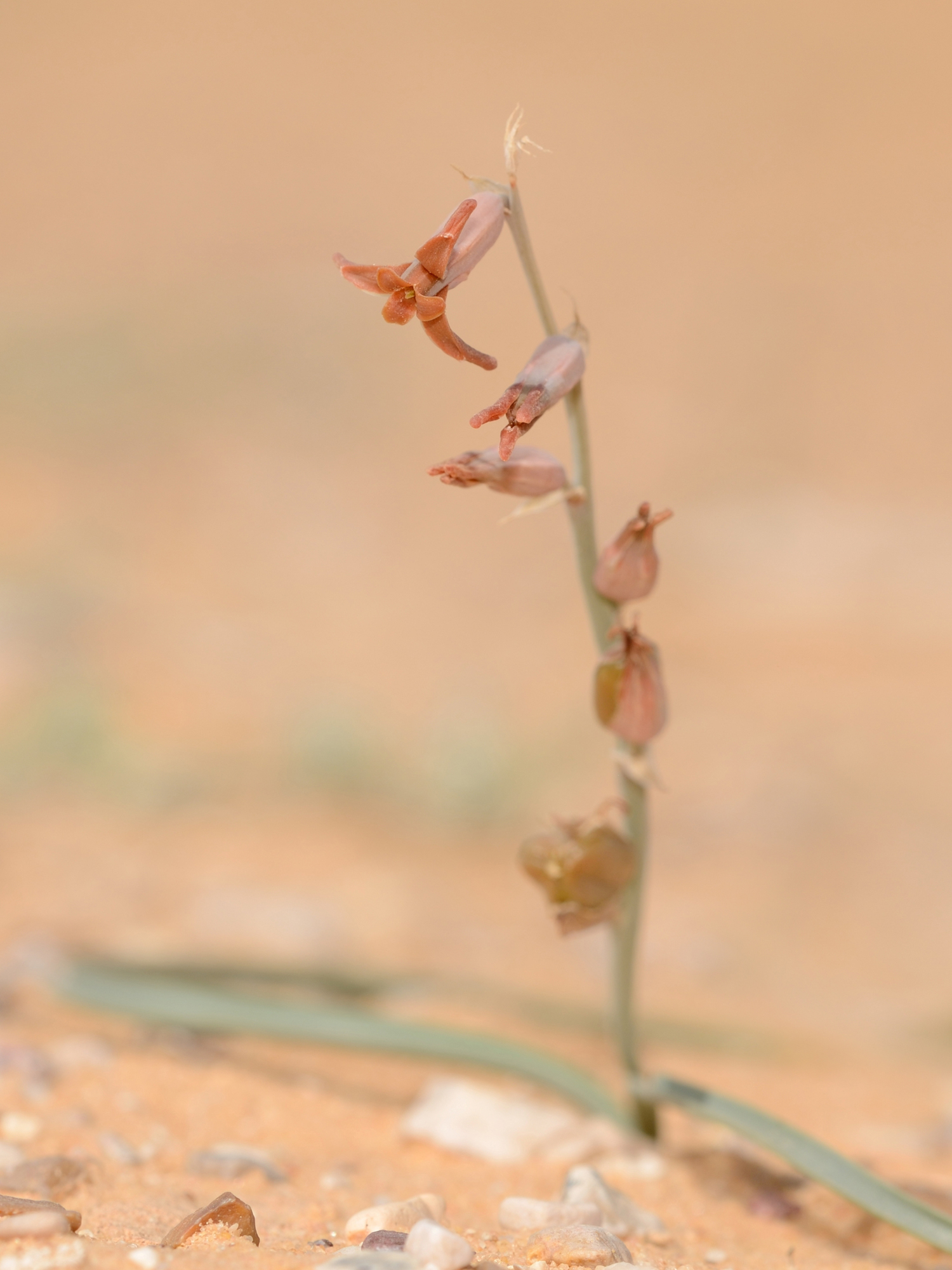